# 极速前进中国版
《极速前进》（英語：The Amazing Race China，原英文名為The Amazing Race）是中国一檔真人秀電視節目，美国真人秀电视节目《极速前进》的中國版。节目版权引进自美國的《极速前进》。截至2017年10月6日，中国版《极速前进》已播完4季。

## 原版与引进
《极速前进》，原为美国真人秀电视节目《The Amazing Race》。该节目自2001年开播至今（至2016年為止）已28季，共10次取获“电视界奥斯卡”艾美奖中真人秀最高荣誉——“黄金档最佳竞技类真人秀”。2014年，深圳卫视引进该节目版权并着手制作与推出。
原版本的节目形态为普通素人嘉宾真人秀。深圳卫视版本在尊重原版的情况下，及增加了节目的可看性和挖掘艺人的真实性格，中国版《极速前进》嘉宾启用“明星阵容”，即是次版本中每一支队伍中都有一或两名名人参赛。第二季新增了踢馆环节。
其中需要提及的是，本次比赛中选手并非接连完成每一个赛段直至最后。在比赛过程中每完成一个地区的所有赛段，比赛拍摄会暂时中断直至下一个地区赛段开始时再继续拍摄。
有關极速前进規則和其定義，請參看极速前进條目

## 季度概述
直至2017年10月6日，中国版《极速前进》第一季、第二季、第三季和第四季已经结束，总结如下：
| 季度 | 首播           | 结束           | 集数 | 冠軍           | 亞軍           | 主持           |
| ---- | -------------- | -------------- | ---- | -------------- | -------------- | -------------- |
| 1    | 2014年10月17日 | 2014年12月19日 | 10   | 钟汉良、钟秀萍 | 李小鵬、李安琪 | 吳振天、安志杰 |
| 2    | 2015年7月10日  | 2015年9月25日  | 10   | 韓庚、吳昕     | 丁子高、楊千嬅 | 吳振天         |
| 3    | 2016年7月8日   | 2016年9月16日  | 10   | 郭晶晶、霍启刚 | 刘畅、金大川   | 吳振天         |
| 4    | 2017年8月4日   | 2017年10月6日  | 10   | 贾静雯、修杰楷 | 王麗坤、郑元畅 | 吳振天         |

### 第一季（2014）
第一季于2014年10月17日首播，并于12月19日完结。该季请来了八组人員:张铁林与其女儿張月亮、刘芸与应采儿、郑伊健与陈小春、钟汉良与妹妹鍾秀萍、刘畅与金大川、白举纲与关晓彤、退役奥运体操冠军李小鹏与妻子李安琪、周韦彤与辰亦儒参加。

### 第二季（2015）
第二季于2015年7月10日播出。该季请来了八组人員:韩庚与吴昕、杨千嬅与丈夫丁子高、邓紫棋与张芸京、曾志伟与女兒曾宝仪、筷子兄弟、冯喆与朱珠、原子鏸与原和玉以及金钟国与李光洙参加。第二季新增了踢馆环节，其中原子鏸与原和玉及金钟国与李光洙分别為踢馆选手，他们不用从第一赛段就进入比赛，而是从某赛段的开始點才开始加入比赛进程。

### 第三季（2016）
第三季于2016年7月8日播出。该季请来了八组人員:吴建豪与其妹妹姚凤凤、刘畅与金大川、张哲瀚与张思帆、金星与丈夫汉斯、SNH48黄婷婷与孙芮、张美曦与臧雅菲、奥运跳水冠军郭晶晶与丈夫霍启刚、奥运田径冠军刘翔与好友徐琦峰。因为2016年是奥运年，第三季中，节目组除了将赛制升级为“一季十国、八组参赛”以外，还融入奥运元素：包括目前制作团队已经正式启动全球范围内的首轮勘景行动，10个国家全部都曾经举办过奥运会，其中包括雅典、巴塞罗那、罗马、里约热内卢这些奥运名城。

### 第四季（2017）
第四季於2017年8月4日播出。該季請來了范冰冰與謝依霖、賈靜雯與丈夫修杰楷、鄭元暢與王麗坤、奧運冠軍跳水運動員吳敏霞與丈夫張效誠、张继科与父亲张传铭、深圳卫视主持人强子与张星月、SNH48陸婷与许杨玉琢、男团VARSITY-V组合成员邓滨与王新宇。第四季將以“奪寶奇兵”為主線，足跡遍布歐亞大陸的文明古城，展開一場“電影綜藝級”的奪寶競技之旅。